# تیم ملی فوتبال زیر ۲۱ سال مونته‌نگرو
تیم ملی فوتبال زیر ۲۱ سال مونته‌نگرو (انگلیسی: Montenegro national under-21 football team) یا تیم ملی فوتبال جوانان مونته‌نگرو، نماینده کشور مونته‌نگرو در مسابقات فوتبال جوانان اروپا و جهان است که زیر نظر اتحادیه فوتبال مونته‌نگرو فعالیت می‌کند. 